# Aventure malgache
Aventure malgache é um curta-metragem de propaganda britânico em francês dirigido por Alfred Hitchcock para o Ministério da Informação do Reino Unido.
Há relatos conflitantes quanto à verdadeira inspiração do filme. Algumas fontes afirmam que o filme é baseado nas atividades na vida real de Jules François Clermont, que escreveu e estrelou o filme sob o nome de "Paul Clarus". Por outro lado, em setembro de 2011, o The Daily Telegraph publicou um artigo observando que o escritor e ator Claude Dauphin havia colaborado com Hitchcock para relatar suas próprias experiências de operação de uma estação de rádio subterrânea durante a Ocupação alemã da França.

## Enredo
Os Molière Players estão em seu camarim se preparando para a apresentação quando um ator fala que um outro lembra um traidor oportunista que ele conheceu na Resistência. Então, ele conta suas aventuras desse período, tocando uma rádio clandestina e se esquivando dos nazistas.

## Elenco
- Paul Bonifas como Michel (Chef de la Sûreté)
- Paul Clarus como ele mesmo
- Jean Dattas como o homem atrás de Michel, lendo um telegrama
- André Frere como Pierre
- Guy Le Feuvre como o general
- Paulette Preney como Yvonne